# Sulfato de deshidroepiandrosterona
El sulfato de deshidroepiandrosterona (en inglés: dehypdroepiandrosterone sulfate, DHEA-S) es un metabolito de la deshidroepiandrosterona (DHEA) producido por la adición de un grupo sulfato, catalizado por las enzimas sulfotransferasas SULT1A1 y SULT1E1, que también producen sulfato de estrona de la estrona. El sulfato de DHEA también puede ser convertido de vuelta a DHEA a través de la acción de la sulfatasa esteroidea.
En la zona reticular de la corteza suprarrenal, el sulfato de DHEA es generado por SULT2A1. Esta capa de la corteza suprarrenal es la fuente principal de sulfato de DHEA. Los niveles de sulfato de DHEA disminuyen con la edad de una persona ya que la capa reticular disminuye en tamaño.